# Giovanni Gussone
Giovanni Gussone (8 de febrero de 1787, Villamaina - 14 de enero de 1866, Nápoles) fue un botánico italiano.
Estudia medicina en la Universidad de Nápoles donde se diploma en 1811. Decide abandonar esa carrera para consagrarse enteramente a la botánica, deviniendo un estrecho colaborador de Michele Tenore (1780-1861), a la sazón director del jardín botánico de Nápoles.
En 1817, obtiene del duque de Calabria autorización para fundar en Palermo un jardín experimental y de aclimatación de Boccadifalco. Cuando el duque, en 1825, es rey de Nápoles bajo el nombre de Francisco I de las Dos Sicilias, Gussone es nombrado botánico de la corte, y se instala en Nápoles, donde vive hasta 1860. Realiza muchos viajes científicos, tanto por Italia como al extranjero.
En 1861, luego del nacimiento del Reino de Italia, Víctor Manuel II de Saboya, lo nombra profesor emérito de la Universidad de Nápoles.

## Honores

### Eponimia
Especies(más de 80)
- Leopoldia gussonei Parl.[1]
- Quercus gussonei (Borzì) Brullo[2]
- Petagnaea gussonei (Spreng.) Rauschert[3]

## Algunas publicaciones
- Index Seminum, 1826
- Florae siculae prodromus, 1827-1828
- Flora sicula, 1829
- Florae siculae synopsis, 1842-1845
- Plantae rariores, 1826
- Enumeratio plantarum vascularium in insula Inarime, 1855
- La abreviatura «Guss.» se emplea para indicar a Giovanni Gussone como autoridad en la descripción y clasificación científica de los vegetales.[4]

## Fuente
- Traducciones de los Arts. de lengua italiana y francesa de Wikipedia